# Élections législatives de 1898 en Charente-Inférieure
 (octobre 2020).
Si vous disposez d'ouvrages ou d'articles de référence ou si vous connaissez des sites web de qualité traitant du thème abordé ici, merci de compléter l'article en donnant les références utiles à sa vérifiabilité et en les liant à la section « Notes et références ».
Les élections législatives de 1898 ont eu lieu les 8 et 22 mai 1898.

## Élus
|   | Circonscription     | Député sortant    |  | Groupe parlementaire         | Député élu           |  | Groupe parlementaire       |
| - | ------------------- | ----------------- |  | ---------------------------- | -------------------- |  | -------------------------- |
| 1 | Jonzac              | Eutrope Dupon     |  | Gauche progressiste          | Léon Pommeray        |  | Républicains progressistes |
| 2 | Marennes            | Frédéric Garnier  |  | Républicains de gouvernement | Frédéric Garnier     |  | Républicains progressistes |
| 3 | Rochefort           | Ernest Braud      |  | Gauche progressiste          | Henri Rieunier       |  | Républicains progressistes |
| 4 | La Rochelle         | Edouard Charruyer |  | Gauche progressiste          | Edouard Charruyer    |  | Gauche démocratique        |
| 5 | 1re de Saintes      | Anatole Lemercier |  | Républicains de gouvernement | Jean-Octave Lauraine |  | Gauche démocratique        |
| 6 | 2e de Saintes       | Gabriel Dufaure   |  | Droite républicaine          | Gabriel Denis        |  | Républicains progressistes |
| 7 | Saint-Jean d'Angély | Pascal Bourcy     |  | Républicains de gouvernement | Louis Roy de Loulay  |  | Républicains indépendants  |

## Résultats à l'échelle du département
| Partis         | Partis                     | Premier tour | Premier tour | Deuxième tour | Deuxième tour | Sièges |
| Partis         | Partis                     | Voix         | %            | Voix          | %             | Sièges |
| -------------- | -------------------------- | ------------ | ------------ | ------------- | ------------- | ------ |
|                | Républicains progressistes | 50 934       | 49,05        | 7 384         | 21,55         | 4      |
|                | Radicaux                   | 36 383       | 35,03        | 9 816         | 28,64         | 2      |
|                | Monarchistes               | 16 253       | 15,65        | 17 072        | 49,81         | 1      |
|                | Radicaux-socialistes       | 280          | 0,27         |               |               | 0      |
|                |                            |              |              |               |               |        |
| Inscrits       | Inscrits                   | 143 399      | 100,00       | 41 458        | 100,00        | 7      |
| Votants        | Votants                    | 107 196      | 74,75        | 34 734        | 83,78         |        |
| Abstentions    | Abstentions                | 36 203       | 25,25        | 6 724         | 16,22         |        |
| Blancs et nuls | Blancs et nuls             | 3 346        | 3,12         | 462           | 1,33          |        |
| Exprimés       | Exprimés                   | 103 850      | 96,88        | 34 272        | 98,67         |        |

## Résultats par arrondissement

### Arrondissement de Jonzac
| Candidats      | Candidats      | Étiquette                | Premier tour | Premier tour |
| Candidats      | Candidats      | Étiquette                | Voix         | %            |
| -------------- | -------------- | ------------------------ | ------------ | ------------ |
|                | Léon Pommeray  | Républicain progressiste | 9 291        | 56,44        |
|                | Alcide Robert  | Radical                  | 6 892        | 41,86        |
|                | Vaillant       | Radical-socialiste       | 280          | 1,70         |
|                |                |                          |              |              |
| Inscrits       | Inscrits       | Inscrits                 | 24 542       | 100,00       |
| Votants        | Votants        | Votants                  | 17 554       | 71,53        |
| Abstention     | Abstention     | Abstention               | 6 988        | 28,47        |
| Blancs et nuls | Blancs et nuls | Blancs et nuls           | 1 091        | 6,22         |
| Exprimés       | Exprimés       | Exprimés                 | 16 463       | 93,78        |

### Arrondissement de Marennes
| Candidats      | Candidats        | Étiquette                | Premier tour | Premier tour |
| Candidats      | Candidats        | Étiquette                | Voix         | %            |
| -------------- | ---------------- | ------------------------ | ------------ | ------------ |
|                | Frédéric Garnier | Républicain progressiste | 8 583        | 100,00       |
|                |                  |                          |              |              |
| Inscrits       | Inscrits         | Inscrits                 | 17 292       | 100,00       |
| Votants        | Votants          | Votants                  | 9 888        | 56,60        |
| Abstention     | Abstention       | Abstention               | 7 504        | 43,40        |
| Blancs et nuls | Blancs et nuls   | Blancs et nuls           | 1 305        | 13,20        |
| Exprimés       | Exprimés         | Exprimés                 | 8 583        | 86,80        |

### Arrondissement de Rochefort
| Candidats      | Candidats      | Étiquette                | Premier tour | Premier tour |
| Candidats      | Candidats      | Étiquette                | Voix         | %            |
| -------------- | -------------- | ------------------------ | ------------ | ------------ |
|                | Henri Rieunier | Républicain progressiste | 8 570        | 57,41        |
|                | Ernest Braud   | Radical                  | 6 459        | 43,26        |
|                |                |                          |              |              |
| Inscrits       | Inscrits       | Inscrits                 | 19 639       | 100,00       |
| Votants        | Votants        | Votants                  | 15 171       | 77,25        |
| Abstention     | Abstention     | Abstention               | 4 456        | 22,69        |
| Blancs et nuls | Blancs et nuls | Blancs et nuls           | 142          | 0,94         |
| Exprimés       | Exprimés       | Exprimés                 | 15 029       | 99,06        |

### Arrondissement de La Rochelle
| Candidats      | Candidats         | Étiquette                | Premier tour | Premier tour |
| Candidats      | Candidats         | Étiquette                | Voix         | %            |
| -------------- | ----------------- | ------------------------ | ------------ | ------------ |
|                | Edouard Charruyer | Radical                  | 10 025       | 53,53        |
|                | Émile Delmas      | Républicain progressiste | 8 702        | 46,47        |
|                |                   |                          |              |              |
| Inscrits       | Inscrits          | Inscrits                 | 23 759       | 100,00       |
| Votants        | Votants           | Votants                  | 19 048       | 80,17        |
| Abstention     | Abstention        | Abstention               | 4 712        | 19,83        |
| Blancs et nuls | Blancs et nuls    | Blancs et nuls           | 321          | 1,69         |
| Exprimés       | Exprimés          | Exprimés                 | 18 727       | 98,31        |

### Arrondissement de Saintes

#### 1recirconscription
| Candidats      | Candidats            | Étiquette                | Premier tour | Premier tour |
| Candidats      | Candidats            | Étiquette                | Voix         | %            |
| -------------- | -------------------- | ------------------------ | ------------ | ------------ |
|                | Jean-Octave Lauraine | Radical                  | 6 779        | 54,87        |
|                | Eusèbe Genet         | Républicain progressiste | 5 575        | 45,13        |
|                |                      |                          |              |              |
| Inscrits       | Inscrits             | Inscrits                 | 16 691       | 100,00       |
| Votants        | Votants              | Votants                  | 12 650       | 75,79        |
| Abstention     | Abstention           | Abstention               | 4 041        | 24,21        |
| Blancs et nuls | Blancs et nuls       | Blancs et nuls           | 296          | 2,34         |
| Exprimés       | Exprimés             | Exprimés                 | 12 354       | 97,66        |

#### 2ecirconscription
| Candidats      | Candidats       | Étiquette                | Premier tour | Premier tour | Deuxième tour | Deuxième tour |
| Candidats      | Candidats       | Étiquette                | Voix         | %            | Voix          | %             |
| -------------- | --------------- | ------------------------ | ------------ | ------------ | ------------- | ------------- |
|                | Gabriel Denis   | Républicain progressiste | 6 183        | 48,85        | 7 384         | 53,98         |
|                | Gabriel Dufaure | Monarchiste              | 5 728        | 45,25        | 6 294         | 46,02         |
|                | Paul Troche     | Monarchiste              | 747          | 5,90         |               |               |
|                |                 |                          |              |              |               |               |
| Inscrits       | Inscrits        | Inscrits                 | 16 457       | 100,00       | 16 439        | 100,00        |
| Votants        | Votants         | Votants                  | 12 666       | 76,96        | 13 801        | 83,95         |
| Abstention     | Abstention      | Abstention               | 3 791        | 23,04        | 2 638         | 16,05         |
| Blancs et nuls | Blancs et nuls  | Blancs et nuls           | 8            | 0,06         | 123           | 0,89          |
| Exprimés       | Exprimés        | Exprimés                 | 12 658       | 99,94        | 13 678        | 99,11         |

### Arrondissement de Saint-Jean d'Angély
| Candidats      | Candidats           | Étiquette                | Premier tour | Premier tour | Deuxième tour | Deuxième tour |
| Candidats      | Candidats           | Étiquette                | Voix         | %            | Voix          | %             |
| -------------- | ------------------- | ------------------------ | ------------ | ------------ | ------------- | ------------- |
|                | Louis Roy de Loulay | Monarchiste              | 9 778        | 48,80        | 10 778        | 52,34         |
|                | Eugène Réveillaud   | Radical                  | 6 228        | 31,08        | 9 816         | 47,66         |
|                | Pascal Bourcy       | Républicain progressiste | 4 030        | 20,11        |               |               |
|                |                     |                          |              |              |               |               |
| Inscrits       | Inscrits            | Inscrits                 | 25 019       | 100,00       | 25 019        | 100,00        |
| Votants        | Votants             | Votants                  | 20 219       | 80,81        | 20 933        | 83,67         |
| Abstention     | Abstention          | Abstention               | 4 800        | 19,19        | 4 086         | 16,33         |
| Blancs et nuls | Blancs et nuls      | Blancs et nuls           | 183          | 0,91         | 339           | 1,62          |
| Exprimés       | Exprimés            | Exprimés                 | 20 036       | 99,09        | 20 594        | 98,38         |